# Panorpa hungerfordi
Panorpa hungerfordi is een insect uit de orde van de schorpioenvliegen (Mecoptera), familie van de schorpioenvliegen (Panorpidae). De wetenschappelijke naam van de soort is voor het eerst geldig gepubliceerd door Byers in 1973.
De soort komt voor in de Verenigde Staten.